# Arthur Briggs
James Arthur Briggs (* 9. April 1901 in Grenada; † 15. Juli 1991 in Chantilly) war ein US-amerikanischer Trompeter, Orchesterleiter und Jazzmusiker britischer Herkunft.

## Leben und Wirken
Briggs wuchs eigenen Angaben zufolge im Waisenhaus von Charleston auf, wo er auch mit dessen Orchester, der Jenkins Orphanage Band, auf Tournee gewesen sein soll. Tatsächlich kam er erst 1917 in die USA. 1919 entschied er sich, für eine Tournee nach Europa zu gehen (ausgestattet mit einem US-Pass), zuerst mit Will Marion Cooks Southern Syncopated Orchestra, zu dem auch Sidney Bechet gehörte. 1922 kam er nach Europa zurück und arbeitete in Belgien mit seinen Creole Five (zu denen Alphonse Cox, Egide Van Gils und Oscar Thisse gehörten), dann mit seinem Savoy Syncopated Orchestra.
1926 bis 1928 spielte er in Wien und in Deutschland. 1927 gründete er in Berlin sein Savoy Syncop’s Orchestra. Er leitete somit eine der ersten richtigen Jazzkapellen in Deutschland, etwa drei Jahre, nachdem der deutsche Jazzpionier Eric Borchard seine ersten Aufnahmen mit international gemischter Besetzung gemacht hatte.
Arthur Briggs arbeitete in Berlin für die Plattenmarken Clausophon und später für die Deutsche Grammophon. Die frühen Clausophon-Aufnahmen wurden vermutlich auch in Polen auf der dort führenden Plattenmarke Syrena herausgebracht. Interessant ist, dass sie nicht unter Briggs’ Namen veröffentlicht wurden, sondern der Name Henryk Gold auf den Etiketten auftauchte. Briggs arbeitete in seiner Berliner Zeit für viele führende deutsche Tanzkapellen. Man hört ihn z. B. bei der Aufnahme Crazy words – crazy tune vom Marek Weber Orchester als Solisten.
Briggs ging wenige Jahre später nach Frankreich, wo er 1931 gemeinsam mit Freddy Johnson ein Orchester leitete und zu einem der führenden Musiker der Pariser Jazzszene aufstieg, u. a. durch seine Aufnahmen für das Label Swing. Er nahm mit Coleman Hawkins (1935) und Django Reinhardt (1940) auf. Zur Zeit der Deutschen Besetzung Frankreichs im Zweiten Weltkrieg wurde er in der Caserne De Suisse in Saint-Denis (Frontstalag 220) interniert, wo er zur Lagerkapelle gehörte und nicht zu anderen Arbeitseinsätzen gezwungen wurde; auch spielte er in einer Combo Jazz, wurde zum „Lagertrompeter“ ernannt und musste vor Otto von Stülpnagel Beethoven interpretieren. Nach der Befreiung gründete er eine neue Band; 1951 kam es noch einmal zu Aufnahmen. In den 1960er Jahren gab er Unterricht in Chantilly.
Er starb im Alter von 90 Jahren in diesem Vorort von Paris.